# Edward Miner Gallaudet
Pour les articles homonymes, voir Gallaudet (homonymie).
Edward Miner Gallaudet (1837-1917), le plus jeune fils du révérend Thomas Hopkins Gallaudet qui fut l'un des premiers à s'intéresser à l'éducation des sourds aux États-Unis, et de Sophia Fowler Gallaudet, fonda en 1864 la première collège pour sourds, qui devient en 1986 l'Université Gallaudet à Washington. Il a servi comme président de 1864 à 1910. L'Université Gallaudet est la seule université se consacrant exclusivement aux sourds et malentendants dans le monde.